# Montgó
Montgó este o arie protejată (sit de importanță comunitară — SCI) din Spania întinsă pe o suprafață de 3.009,32 ha, integral pe uscat.

## Localizare
Centrul sitului Montgó este situat la coordonatele 38°48′42″N 0°07′59″E / 38.811667°N 0.133056°E.

## Înființare
Situl Montgó a fost declarat sit de importanță comunitară în decembrie 1997 pentru a proteja 1 specie de plante și 13 specii de animale.

## Biodiversitate
Situată în ecoregiunile marină mediteraneană și mediteraneană, aria protejată conține 12 habitate naturale: Bancuri de nisip acoperite în permanență slab de apă marină, Straturi cu Posidonia (Posidonion oceanicae), Pajiști carstice calcaroase sau bazofile, de Alysso-Sedion albi, Faleze cu vegetație de Limonium spp. endemic de pe coastele mediteraneene, Stepe sărăturate mediteraneene (Limonietalia), Tufărișuri termo-mediteraneene și de pre-deșert, Pante stâncoase calcaroase cu vegetație casmofită, Grohotișuri termofile și vest-mediteraneene, Pseudostepă cu ierburi și specii anuale de Thero-Brachypodietea, Peșteri marine scufundate complet sau parțial, Peșteri inaccesibile publicului, Formațiuni stabile xerotermofile de Buxus sempervirens pe pante stâncoase (Berberidion p.p.).
La baza desemnării sitului se află mai multe specii protejate:
- plante (1): Silene hifacensis
- păsări (6): caprimulg (Caprimulgus europaeus), șoim călător (Falco peregrinus), Hieraaetus fasciatus, Oenanthe leucura, Pyrrhocorax pyrrhocorax, silvie de tufiș (Sylvia undata)
- mamifere (7): liliac cu aripi lungi (Miniopterus schreibersii), liliac cu urechi de șoarece (Myotis blythii), liliac cu picioare lungi (Myotis capaccinii), liliac comun (Myotis myotis), liliacul mediteranean cu potcoavă (Rhinolophus euryale), liliacul mare cu potcoavă (Rhinolophus ferrumequinum), liliacul mic cu potcoavă (Rhinolophus hipposideros)

Pe lângă speciile protejate, pe teritoriul sitului au mai fost identificate 8 specii de plante.